# Warzenschlangen

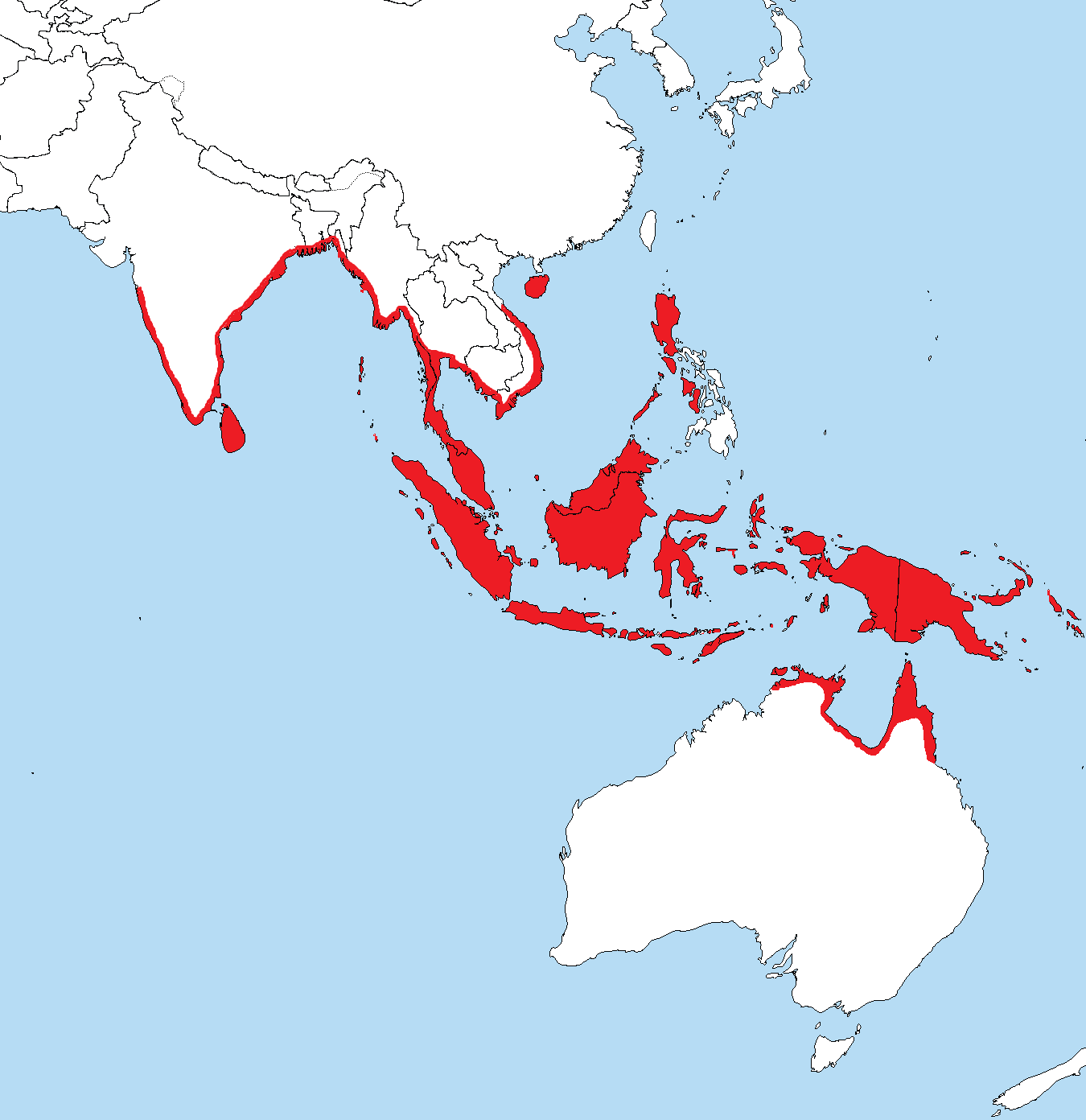
Verbreitungsgebiet der Warzenschlangen

Die Warzenschlangen, seltener auch Elefantenrüsselschlangen (Acrochordus), sind die einzige Gattung der gleichnamigen Familie innerhalb der Schlangen (Serpentes) mit nur drei Arten, die in Australien, Indien und Südostasien vorkommen. 

## Merkmale
Die Javanische Warzenschlange (Acrochordus javanicus) kann eine maximale Körperlänge von zwei Metern erreichen, die beiden anderen Arten bleiben deutlich kleiner. Der Körper ist plump und sie haben eine spitz zulaufende Körperform. Ihre Schuppen, die einen höckrigen Kiel tragen, haben keine dachziegelartige Anordnung wie bei den meisten Schlangen, sondern sie stoßen direkt aufeinander. Die Haut sieht entsprechend aus, als würde sie Falten werfen. Sie fühlt sich rau und gekörnelt an, wodurch die Schlangen zu ihrem Namen kamen.
Unter Wasser haben sie die Fähigkeit, die Nasengänge durch Klappen auf ihrem Gaumen zu verschließen. Auch können sie eine Einkerbung auf der Oberlippe verschließen, durch einen kleinen Höcker auf der Unterlippe. Die Augen und die Nasenlöcher liegen oberseits des Kopfes.

## Lebensweise
Die ungiftigen Schlangen leben vorwiegend im Wasser, dabei sowohl im Süß- und Brackwasser als auch im Meer (nur die Indische Warzenschlange (Acrochordus granulatus)). An Land sind die nachtaktiven Schlangen sehr unbeholfen, da sie am Bauch keine Schuppen haben. Sie ernähren sich vorwiegend von Fischen und bringen ihren Nachwuchs lebend und direkt im Wasser zur Welt (ovovivipar).

## Arten
Die folgenden noch existierenden drei Arten bilden die Gattung und zugleich Familie der Warzenschlangen. Eine Art, die man 1964 in Pakistan beschrieb, ist ausgestorben:
- Arafura-Warzenschlange (Acrochordus arafurae McDowell, 1979)
- Indische Warzenschlange oder Zwerg-Warzenschlange (Acrochordus granulatus (Schneider, 1799))
- Javanische Warzenschlange (Acrochordus javanicus Hornstedt, 1787)
- Acrochordus dehmi Hoffstetter, 1964 †[1]

## Menschen und Warzenschlangen
Die Haut der Warzenschlangen wird zu Leder verarbeitet und vor allem das Leder der Javanischen Warzenschlangen gelangt als Karung auf den Markt.